# Em Nome do Vento
Em Nome do Vento é o álbum de estreia do rapper brasileiro Kivitz, lançado em março de 2018 de forma independente.
O disco com várias participações, incluindo integrantes das bandas Ao Cubo, o cantor Paulo Nazareth (Crombie) e o rapper Rashid.
O projeto recebeu críticas favoráveis da mídia especializada. Foi eleito pelo portal Super Gospel o melhor álbum de 2018 e o 5º melhor álbum da década de 2010.

## Lançamento e recepção
Em Nome do Vento foi liberado em março de 2018 de forma independente e recebeu uma avaliação favorável do portal Super Gospel. Segundo a crítica especializada, o projeto "é um raro trabalho de fato artístico em suas temáticas cristãs, sem compromissos com dicotomias ou discursos agradáveis". Em texto também positivo publicado pelo Apenas Música, foi dito que "é um lançamento que traz estampado o selo Kivitz de criticidade e estimula o ouvinte à rebeldia ou à reflexão".
Em 2019, foi eleito pelo Super Gospel o 5º melhor álbum da década de 2010.

## Faixas
| Críticas profissionais | Críticas profissionais |
| Avaliações da crítica  | Avaliações da crítica  |
| Fonte                  | Avaliação              |
| ---------------------- | ---------------------- |
| Super Gospel           | [ 3 ]                  |
| Apenas Música          | (favorável)            |

1. "Por Isso"
2. "Fora da Curva"
3. "Humildade"
4. "Paciência pra Quem Vai no Front"
5. "Coisa de Menino"
6. "Confissões"
7. "Vaso de Barro"
8. "A Voz"
9. "Juro que eu Tento"